# Oskar Singer
Oskar Singer (hebr. אוסקר זינגר, ur. 24 lutego 1893 w Ustroniu, zm. 31 grudnia 1944 w Kaufering) – austriacki pisarz, dziennikarz, doktor prawa, archiwista, pochodzenia żydowskiego.

## Życiorys
Singer był synem handlarza. Dorastał we Friedeck (obecnie: Frydek-Mistek). W 1911 zdał maturę. Następnie podjął studia na wydziale prawa Uniwersytetu Wiedeńskiego, gdzie w 1919 obronił doktorat. W okresie studiów działał również w Żydowskim Towarzystwie Akademickim „Ivria” oraz służył jako oficer w austro-węgierskiej Wspólnej Armii podczas I wojny światowej. Z tego okresu pochodzą również jego pierwsze dzieła literackie – napisany w wojsku dramat „Landsturm”, w którym krytykował warunki panujące w armii oraz napisane w okresie studiów: sztuka „Jeruzalem” i komedia „Rosenbaum kontra Rosenbaum”. Po studiach prowadził własną kancelarię adwokacką Neu-Oderbergu oraz był współwłaścicielem firmy spedycyjnej. Po przeprowadzce do Pragi w latach 30. XX w. postanowił zmienić zawód, zostając dziennikarzem. Publikował w „Prager Tagblatt”, „Der Montag”, „Jüdisches Nachrichtenblatt”, „Selbstwehr”. W 1935 napisał wystawiony z dużym sukcesem antyhitlerowski dramat „Władcy świata: czasomierz w trzech aktach” (niem. Herren der Welt: Zeitstück in drei Akten), w którym podjął się krytyki narodowego socjalizmu i przewidział holokaust Żydów.
Podczas okupacji niemieckiej od 22 grudnia 1939 do 17 października 1941 był redaktorem naczelnym „Jüdisches Nachrichtenblatt”. 26 października 1941 został deportowany wraz z żoną i dziećmi do getta Litzmannstadt w Łodzi, gdzie zamieszkał przy ul. B. Limanowskiego 47/17 i pracował w dziale statystycznym getta, współpracując z Lucille Eichengreen oraz po śmierci Juliana Cukier-Cerskiego został głównym redaktorem „Kroniki getta łódzkiego”, którą współtworzył m.in. wraz z Oskarem Rosenfeldem, Józefem Klementynowskim, Bernardem Ostrowskim i Peterem Wertheimerem. W trakcie pobytu w getcie pisał również eseje i reportaże, zebrane i wydane w 2002 jako „Przemierzając szybkim krokiem getto...”, a także hasła do „Encyklopedii Getta”. Ponadto przez czeskich Żydów był postrzegany jako nieoficjalny reprezentant ich interesów, pośrednicząc w interwencjach u władz getta. Był również, wraz z Karlem Bondym, zaangażowany w ochronę inteligencji zachodniej getta przed deportacjami.
W sierpniu 1944 został z rodziną deportowany początkowo do Auschwitz, z którego przeniesiono go do Sachsenhausen, by ostatecznie trafić do Kaufering IV, gdzie zmarł 31 grudnia 1944. Biblioteka Uniwersytecka w Gießen wraz z Biurem Literatury Holokaustu utworzyła salę pamięci Oskara Singera, w której znajdują się zbiory literatury holokaustu oraz dokumentacje poszukiwań zrabowanej przez nazistów sztuki.

### Życie prywatne
Żoną Singera była Margareta. Holokaust przetrwały ich dzieci – córka Else i syn Erwin.